# Abația Sankt Gallen
Abația Sankt Gallen (în germană Abtei Sankt Gallen) este un monument istoric situat în orașul St. Gallen din Elveția. Lăcașul a fost înscris în anul 1983 pe lista patrimoniului cultural mondial UNESCO. Biblioteca mănăstirii este înscrisă de asemenea în lista patrimoniului mondial UNESCO.

## Istoric
Mănăstirea a fost fondată în 613 și numită după Sf. Gallus, un misionar irlandez. Din secolul al VIII-lea până la secularizarea teritoriilor ei în 1805, abația Sankt Gallen a fost una din cele mai importante în Europa. Biblioteca ei este una din cele mai bogate și mai vechi din lume, adăpostind manuscrise prețioase.

## Galerie de imagini

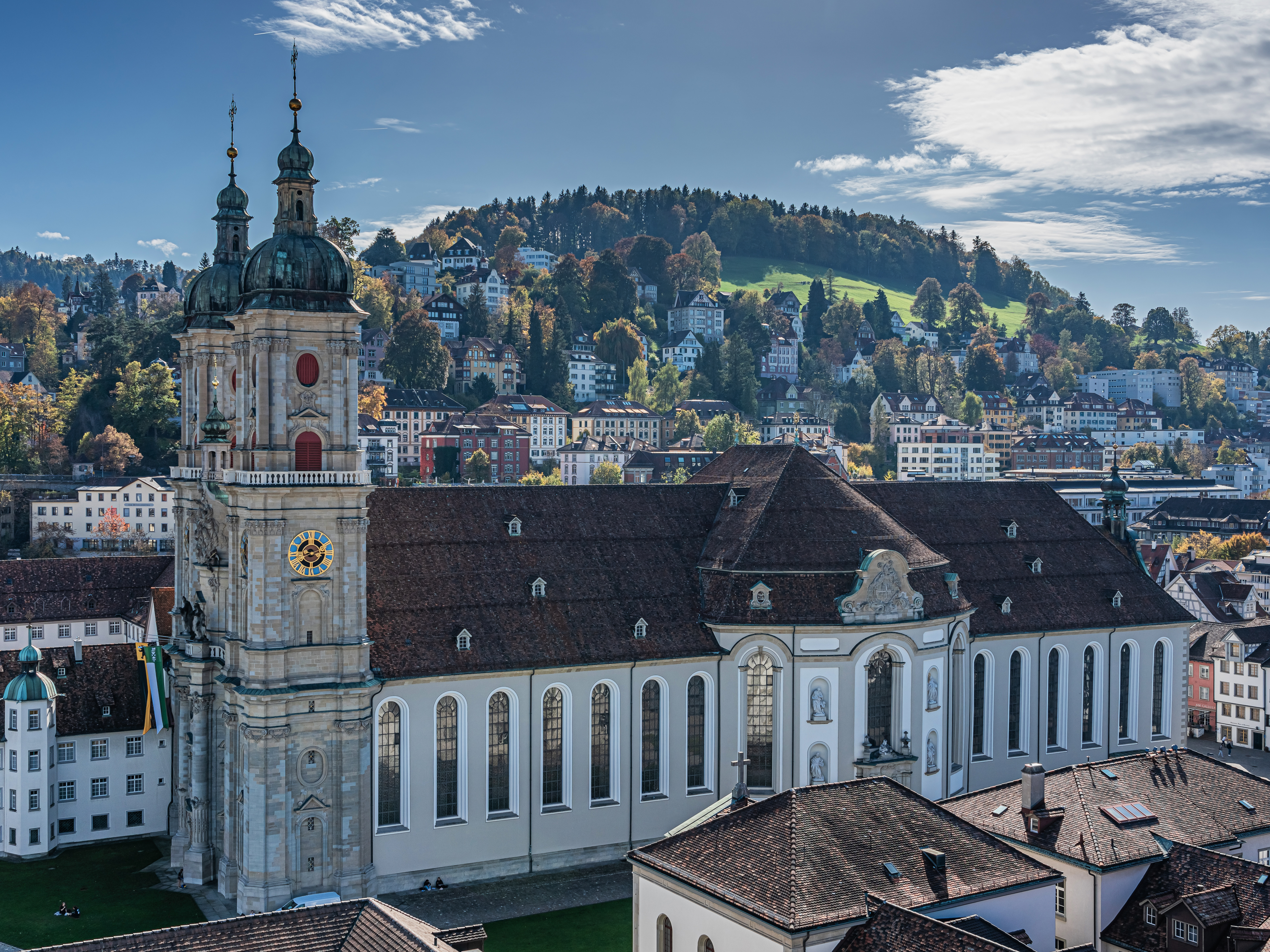
Mănăstirea benedictină Sf. Gall
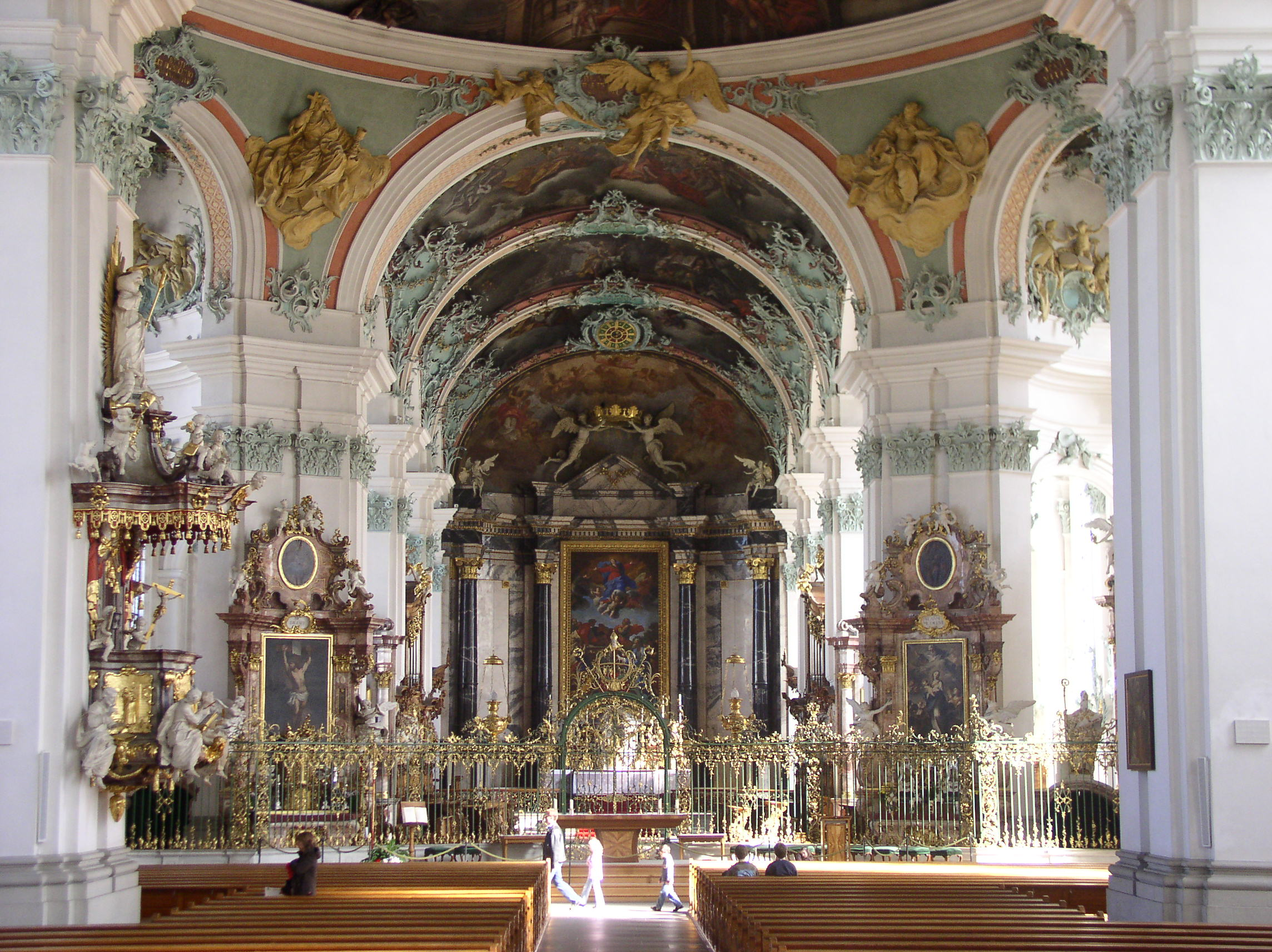
Mănăstirea benedictină Sf. Gall (interiorul)
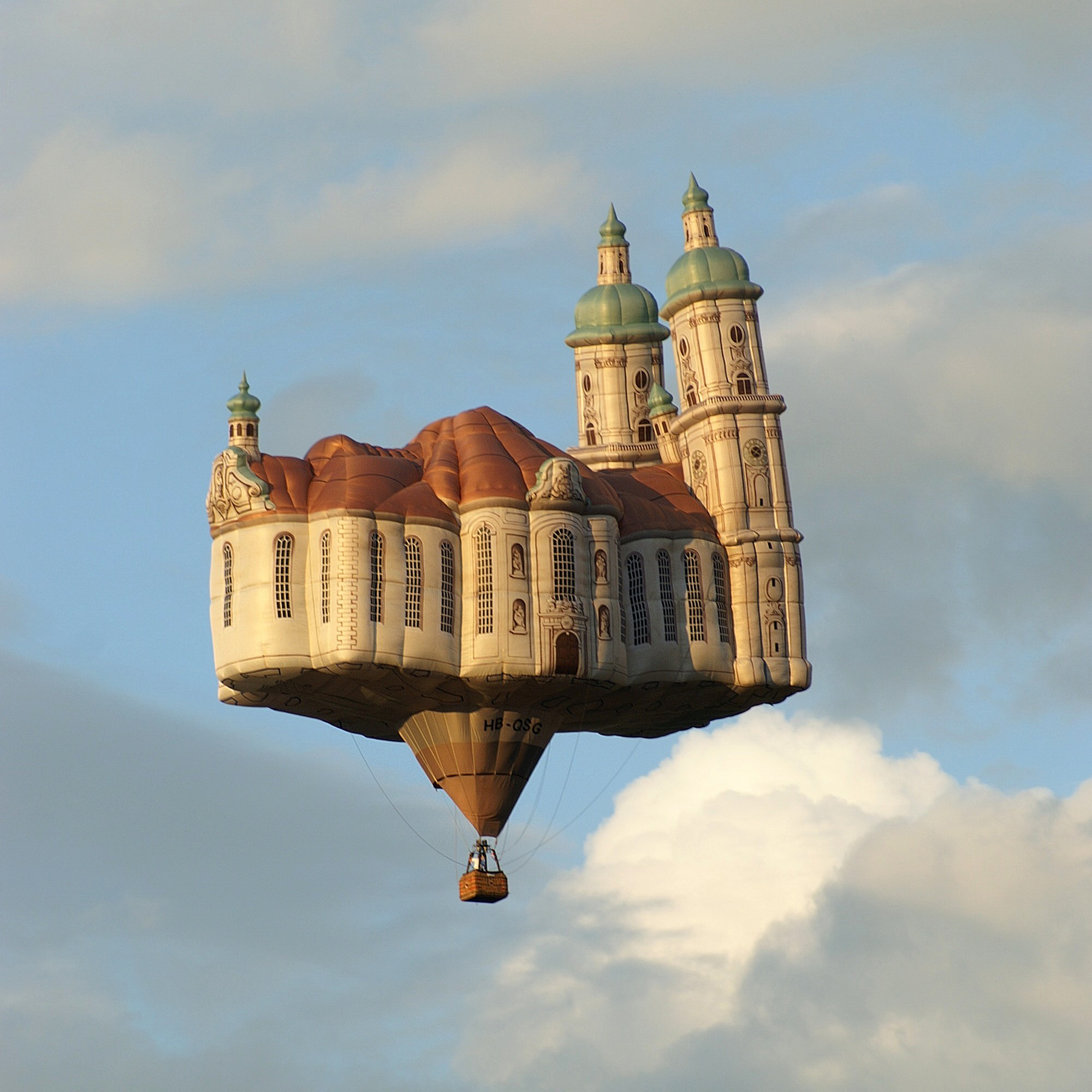
Replică a bisericii mănăstirii sub formă de balon cu aer cald